# Joshua Groß

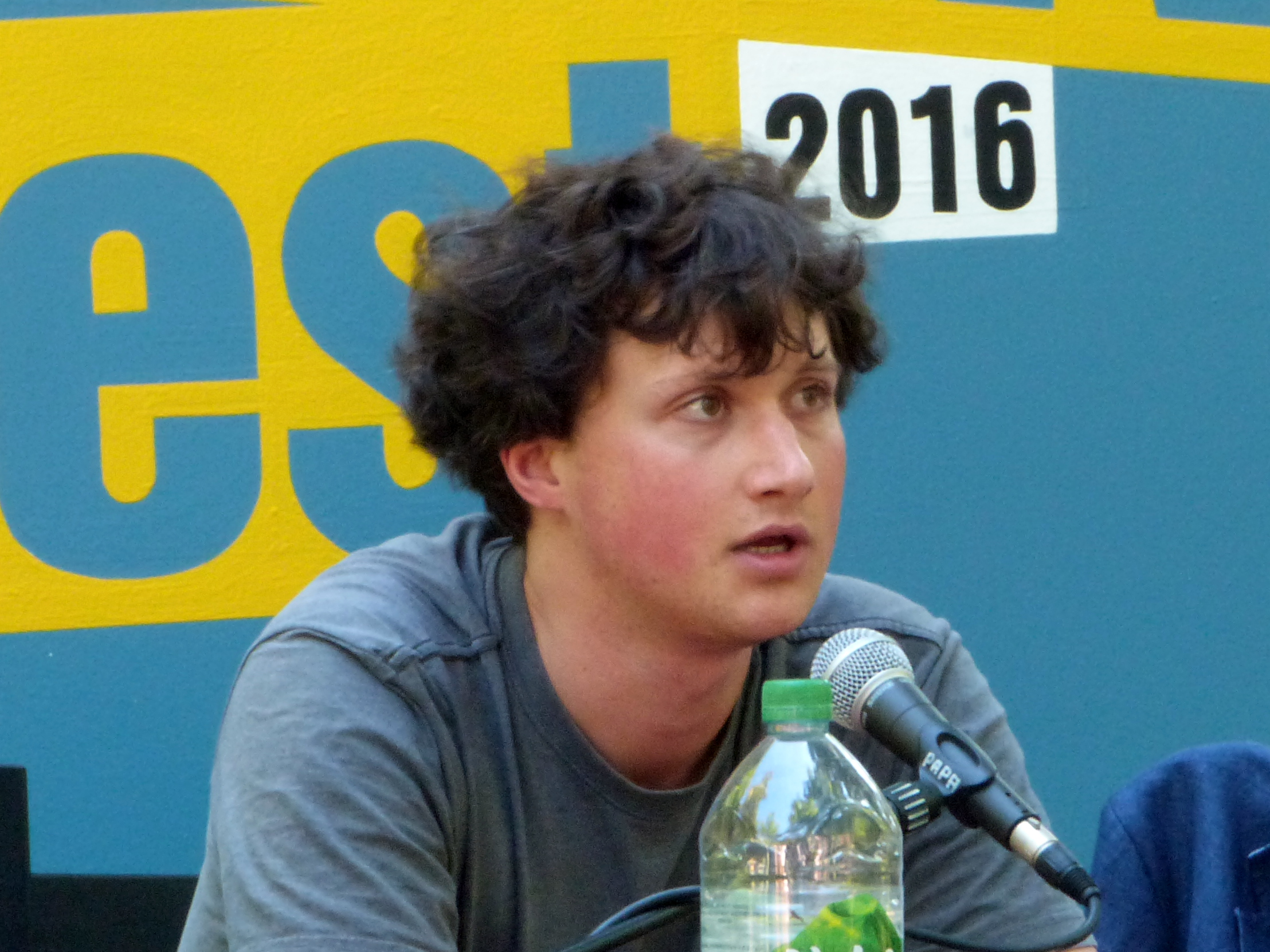
Joshua Groß beim Erlanger Poetenfest 2016

Joshua Groß (geboren 1989 in Grünsberg, Bayern) ist ein deutscher Schriftsteller.

## Leben
Joshua Groß studierte Politikwissenschaft, Ökonomie und Ethik der Textkulturen. Er schreibt regelmäßig für die Berliner Literaturzeitschrift metamorphosen. Seine Arbeit wurde mit zahlreichen Preisen gewürdigt. So war Groß 2014 Förderpreisträger des Bezirks Mittelfranken und erhielt den Bayerischen Kunstförderpreis in der Sparte Literatur. 2016 wurde er mit dem Kulturpreis Erlangen ausgezeichnet. 2018 erhielt er das Arbeitsstipendium des Freistaats Bayern und das Stipendiat der Roger-Willemsen-Stiftung. Deren Jurybegründung lautete:
Joshua Groß fällt durch eine einzigartige literarische Begabung auf. Seine Texte sind gegenwärtig und visionär, sie arbeiten mit absurdem Humor und sind imstande, präzise Gefühle, menschliche und gesellschaftliche Zustände auszuloten.
Im selben Jahr gab er gemeinsam mit Johannes Hertwig und Andy Kassier die Anthologie Mindstate Malibu heraus, von der es in der Süddeutschen Zeitung hieß, es handle sich um den bislang besten „Beitrag zum Zentraldilemma des digitalen Daseins“.
2018 wurde er auf Vorschlag von Insa Wilke zu den 42. Tagen der deutschsprachigen Literatur nach Klagenfurt eingeladen. 2019 erhielt er den renommierten Anna Seghers-Preis. Groß’ Roman Prana Extrem wurde für den Preis der Leipziger Buchmesse 2023 nominiert.
Im selben Jahr gab er gemeinsam mit Moritz Müller-Schwefe den Band Wir wurden kosmisch von Etel Adnan heraus und veröffentlichte 2020 bei Matthes & Seitz Berlin seinen Roman Flexen in Miami.

## Werke (Auswahl)
- Plasmatropfen. Berlin: Matthes & Seitz Berlin 2024, ISBN 978-3-7518-0982-5.
- Kiwano Tiger. Fürth: starfruit publications, 2023 (gemeinsam mit Sebastian Tröger), ISBN 978-3-922895-55-8.
- Prana Extrem. Berlin: Matthes & Seitz Berlin 2022, ISBN 978-3-7518-0086-0.
- Entkommen. Berlin: Matthes & Seitz Berlin 2021, ISBN 978-3-95757-940-9.
- Flexen in Miami. Roman. Berlin: Matthes & Seitz Berlin 2020, ISBN 978-3-95757-884-6.
- Wir wurden kosmisch. Fürth: starfruit publications, 2019 (Hg. zusammen mit Moritz Müller-Schwefe, in Zusammenarbeit mit dem Institut für moderne Kunst Nürnberg).
- Die Sinnatome zerstäuben. Berlin: SuKuLTuR, 2019. Schöner Lesen, Heft 177 (gemeinsam mit Lisa Krusche).
- Mindstate Malibu. Kritik ist auch nur eine Form von Eskapismus. Fürth: starfruit publications, 2018 (Hg. zusammen mit Johannes Hertwig und Andy Kassier).
- Flauschkontraste. Berlin: Korbinian Verlag, 2017.
- Faunenschnitt. Fürth: starfruit publications, 2016.
- Paradox, zwischen zwei Hügeln. Berlin: SuKuLTuR, 2016. Schöner Lesen, Heft 150.
- Magische Rosinen. Fürth: starfruit publications, 2014 (mit Fotografien von Philippe Gerlach).
- Der Trost von Telefonzellen. Fürth: starfruit publications, 2013 (mit Fotografien von Philippe Gerlach).

## Auszeichnungen
- 2014: Bayerischer Kunstförderpreis in der Sparte Literatur
- 2016: Kulturpreis Erlangen
- 2018: Arbeitsstipendium des Freistaats Bayern
- 2018: Stipendium der Roger-Willemsen-Stiftung
- 2019: Anna Seghers-Preis
- 2021: Literaturpreis der A und A Kulturstiftung „für sein bemerkenswert umfangreiches und vielseitiges literarisches Frühwerk“[11]
- 2021: Förderpreis zum Friedrich-Hölderlin-Preis der Stadt Bad Homburg für den Roman Flexen in Miami[12]